# Kobalt-59
Kobalt-59 of 59Co is de enige stabiele isotoop van kobalt, een overgangsmetaal. Vanwege het feit dat kobalt maar één stabiele isotoop kent met een abundantie op Aarde van vrijwel 100%, valt het element onder zowel de mononuclidische als de mono-isotopische elementen.
Kobalt-59 ontstaat onder meer bij het radioactief verval van ijzer-59 en nikkel-59.
47Co · 48Co · 49Co · 50Co · 51Co · 52Co · 52mCo · 53Co · 53mCo · 54Co · 54mCo · 55Co · 56Co · 57Co · 58Co · 58m1Co · 58m2Co · 59Co · 60Co · 60mCo · 61Co · 62Co · 62mCo · 63Co · 64Co · 65Co · 66Co · 66m1Co · 66m2Co · 67Co · 68Co · 68mCo · 69Co · 70Co · 70mCo · 71Co · 72Co · 73Co · 74Co · 75Co · 76Co · 77Co